# Richart Báez
Richart Báez, född 31 juli 1973 i Asunción, är en paraguayansk fotbollsspelare.